# اولفت
اولفت (به هلندی: Ulft) یک منطقهٔ مسکونی در هلند است که در آده ایسل‌استریک واقع شده‌است. اولفت ۱۲٬۰۰۰ نفر جمعیت دارد.